# Кадя Молодовськи
Кадя Молодовськи (їд. קאַדיע מאָלאָדאָװסקי; також: Кадя Молодовська; 10 травня 1894, Береза-Картузька, Білорусь — 23 березня 1975, Філадельфія, США) — американська поетеса і письменниця мовою їдиш, викладачка їдишу та івриту. За своє життя вона опублікувала шість поетичних збірок і стала визнаною постаттю в поезії їдишем у ХХ столітті.
Молодовськи вперше стала відомою як поетеса та інтелектуалка у літературному світі їдишу, живучи у Варшаві, у новій незалежній Польщі, у міжвоєнний період. Деякі з її поезій були покладені на музику та співалися в школах їдишу по всьому світу. Молодовськи також була відома своїми романами, драмами та оповіданнями. У 1935 році вона емігрувала до США, де продовжувала публікувати твори мовою їдиш Вона також заснувала та редагувала два міжнародні літературні журнали на їдиші «Дім» (їд. היים) і «Оточення» (їд. סבֿיבֿה).

## Біографія
Кадя Молодовськи народилася 10 травня 1894 року у єврейському містечку Береза-Картузька (тепер — місто Береза), Гродненської губернії Російської імперії (нинішня Білорусь). Вона отримала домашню освіту як з релігійних, так і зі світських предметів. Поки її батько, вчитель у традиційній єврейській початковій школі (хедер), навчав її Тори, бабуся за батьківською лінією навчала її їдишу; а з приватними викладачами вона вивчала російською мовою світські предмети, зокрема географію, філософію та всесвітню історію. Матір Молодовськи управляла галантерейним магазином, а згодом — фабрикою з виготовлення житнього квасу.
Середню школу Молодовськи закінчила у 17 років. Отримавши диплом учительки в Березі, вона вивчала педагогіку івриту під керівництвом Єгіеля Гальперіна у Варшаві в 1913—1914 роках, а потім навчала там дітей, переміщених під час Першої світової війни. 1916 року вона поїхала за Гальперіним до Одеси, куди той переніс свій курс, щоб уникнути військового фронту. В Одесі Молодовськи викладала у дитячому садку та початковій школі.
У 1917 році, спробувавши повернутися до рідного міста, вона потрапила до пастки у Києві, де залишалася кілька років. Вона пережила погроми, які сталися там у 1919 році.
Живучи в Києві, Молодовськи перебувала під впливом літературного кола їдишу Девіда Бергельсона, де в 1920 році опублікувала свої перші вірші в журналі мовою їдиш «Власне» (Eygns). 1921 року вона вийшла заміж за вченого і журналіста Симху Лева, і вони разом оселилися у Варшаві, тепер у незалежній Польщі.
У Варшаві Молодовська видала свою першу поетичну книжку «Ночі Хешвана» (Kheshvndike nekht; 1927), а потім кілька інших, включно з «Вулиця Дика» (Dzshike gas; 1933). Упродовж років у Варшаві вона викладала їдиш у світських початкових школах під керівництвом Центральної шкільної організації їдиш (Tsentrale Yidishe Shul-Organizatsye; TSYSHO); вона також викладала іврит вечорами в єврейській общинній школі.
Молодовськи емігрувала до Сполучених Штатів у 1935 році та оселилася в Нью-Йорку, де невдовзі до неї приєднався її чоловік. Серед її робіт у період після Другої світової війни вона особливо відома своєю збіркою «Залишився тільки король Давид» (Der melekh David aleyn iz geblibn; 1946), вірші, написані у відповідь на Голокост, у тому числі один із її найвідоміших віршів «Ейль Ханун» (укр. Милосердний Бог), написаний 1945 року.
З 1949 по 1952 рік Молодовськи та її чоловік жили в Тель-Авіві, у новій державі Ізраїль. Тут вона редагувала журнал мовою їдиш «Дім» (Di Heym) який видавала Рада жінок-робітниць (Moetzet Hapoalot).. Наприкінці 1952 року Молодовська пішла з посади редактора «Дім», і вони з чоловіком повернулися до Нью-Йорка.
Ще в 1943 році Молодовськи була співзасновницею журналу мовою їдиш «Оточення» (Di Svive), у Нью-Йорку, опублікувавши сім номерів до 1944 року; близько 1960 року вона відродила журнал (під такою ж назвою) і продовжувала редагувати його майже самої смерті. Її автобіографія «Зі спадщини мого прадіда» (Fun Mayn Elter-zeydns Yerushe») публікувалася в серіалізованому вигляді у журналі «Оточення» з березня 1965 року по квітень 1974 року.
1971 року Молодовськи отримала премію Іцика Мангера за літературу мовою їдиш.
Чоловік Молодовськи, Симха Лев, помер у Нью-Йорку в 1974 році. Зі слабким здоров'ям вона переїхала до Філадельфії, щоб бути поруч із родичами, і померла там у будинку для осіб похилого віку 23 березня 1975 року.

## Поетичні збірки
- «Ночі Хешвана» (Kheshvendike nekht: lider). Вільнюс: Б. Клецкин, 1927[8]
- «Вулиця Дика» (Dzshike gas). Варшава: Літераріше Блетер, 1933[8]
- «Фрейдке» (Freydke). Варшава: Літераріше Блетер, 1935[8]
- «У країні моїх кісток» (In land fun mayn gebeyn). Чикаго: Видавництво Л. М. Штейн, 1937[8]
- «Залишився тільки король Давид» (Der melekh dovid aleyn iz geblibn). Нью-Йорк: Видавництво Papirene Brik, 1946[8]
- «Світло з тернового куща» (Likht fun dornboym). Буенос-Айрес: Видавництво Poaley Tsion Histadrut, 1965[8]

## Твори в англійському перекладі (або двомовні видання)
- «Паперові мости: Вибрані вірші Каді Молодовськи» (англ. Paper Bridges: Selected Poems of Kadya Molodowsky) (1999). Текст на їдиші та переклад англійською. Перекладено та відредаговано, а також із вступом Кетрін Геллерштайн. Детройт: Wayne State University Press.ISBN 9780814328460 . Попередній перегляд онлайн
- «Хата з сімома вікнами: оповідання» (A Shtub mit Zibn Fentster; 2006). Переклад Лії Скульник, оригінал мовою їдиш, вперше опублікований у 1957 році. Сіракузи, Нью-Йорк: Syracuse University Press.ISBN 9780815608455

## Виноски
1. 1 2  Bibliothèque nationale de France BNF: платформа відкритих даних — 2011.
2. 1 2  Чеська національна авторитетна база даних
3. ↑  Чи потрібен їдиш радянським євреям? (з фондів Відділу фонду юдаїки НБУВ). www.nbuv.gov.ua.
4. 1 2  «Kadya Molodowsky (1894—1975).» Jewish Heritage Online Magazine. Excerpt from: Kathryn Hellerstein, "Introduction, " in Paper Bridges: Selected Poems of Kadya Molodowsky (Detroit: Wayne State University Press, 1999). Retrieved 2016-04-16.
5. 1 2 3 4 5 6 7 8 9 10 11  Hellerstein, Kathryn (20 March 2009). «Kadya Molodowsky.» Jewish Women: A Comprehensive Historical Encyclopedia. The Jewish Women's Archive. Retrieved from www.jwa.org 2016-04-16.
6. 1 2 3  Klepfisz, Irena (1994). «Di Mames, dos Loshn / the Mothers, the Language: Feminism, Yidishkayt, and the Politics of Memory.» Bridges. Vol. 4, no. 1, p. 12–47; here: p. 34.
7. 1 2  Braun, Alisa (2000). «(Re)Constructing the Tradition of Yiddish Women's Poetry.» Review of Paper Bridges: Selected Poems of Kadya Molodowsky, by Moldowsky and Kathryn Hellerstein. Prooftexts. Vol. 20, no. 3, p. 372—379; here: p. 372.
8. 1 2 3 4 5 6 7 8 9 10  Hellerstein, Kathryn (2 September 2010). «Molodowsky, Kadia.» YIVO Encyclopedia of Jews in Eastern Europe. Retrieved 2016-04-16.
9. 1 2 3 4  Hellerstein, Kathryn (2003). «Kadya Molodowsky.» In: S. Lillian Kremer (Ed.), Holocaust Literature. Vol. 2. New York: Routledge. p. 869—873; here: p. 870.
10. 1 2  Frieden, Ken. «Yiddish literature.» Section: «'Modern Yiddish Literature: Yiddish Women Writers.» Encyclopædia Britannica. Encyclopædia Britannica Online. Retrieved 2016-04-16.
11. ↑  Rojanski, Rachel (2012). «Yiddish Journals for Women in Israel: Immigrant Press and Gender Construction (1948—1952).» In: Marion Aptroot, Efrat Gal-Ed, Roland Gruschka, & Simon Neuberg (Eds.), Jiddistik heute / Yiddish Studies Today. Düsseldorf: Düsseldorf University Press. p. 585—602; here: p. 590. ISBN 9783943460094. Article available online from the university's digital repository as a PDF file; retrieved 2016-04-16.
12. ↑  Hellerstein, Kathryn (1999). «Introduction.» In: Paper Bridges: Selected Poems of Kadya Molodowsky (pp. 17-51). Detroit: Wayne State University Press. p. 46.
13. ↑  Hellerstein (1999), "Introduction, " Paper Bridges, p. 50.